# 보스니아 교회
보스니아 교회는 중세에 보스니아 헤르체고비나에 있던 자치적 기독교 교회였다. 전통적으로 이들을 보고밀파와 연관짓는 시각이 있으나 최근의 많은 역사학자들은 이를 부정하고 있다. 교회의 조직이나 신앙의 모습은, 구성원들이 남긴 기록이 거의 없고 대부분 외부 출처(주로 가톨릭)의 글을 통해 알려져 있기 때문에 잘 이해된 바가 없다. 스테차크(Stećak)라는 돌무덤 양식과 연관이 있다고 추측된다.

## 배경
9세기에 로마와 콘스탄티노플 출신의 기독교 선교단이 발칸반도로 진출하기 시작하여 남슬라브족을 기독교화하고 로마 교구와 콘스탄티노플 교구의 교회 관할권 사이에 경계를 확립했다. 그 다음 동서 대분열이 일어나며 크로아티아와 달마티아에서는 가톨릭, 세르비아에서는 동방 정교회가 우세해졌다. 한편 그 사이에 위치한 산악 지대인 보스니아는 명목상 로마의 지배를 받았으나 교회 조직이 약하고 의사소통이 원활하지 않아 가톨릭이 확고히 자리잡지 못했다. 이에 따라 중세 보스니아는 단순히 두 교회가 만나는 지점이 아니라 "종교 사이의 무인지대"처럼 남았고, 독특한 종교적 역사와 "독립적이고 다소 이단적인 교회"가 등장하게 되었다.
이후 보스니아 헤르체고비나의 여러 지역에서는 가톨릭교와 동방 정교회가 우세해지고 있었다. 가톨릭교도는 보스니아 서부, 북부, 중부에서 다수를 형성했고, 후자의 추종자들은 자흘루미아(현재의 헤르체고비나)의 대부분과 보스니아 동부 국경을 따라 다수를 형성했다. 그러나 13세기 중반이 되면 상황이 바뀌어 보스니아 교회가 로마 교회를 능가하기 시작하였다. 보스니아는 중세 성기에도 명목상 가톨릭을 유지했지만, 보스니아 주교는 보스니아인들이 선발한 지역 성직자가 서임을 위해 라구사 대주교에게 파견될 뿐이었다. 교황청은 이미 라틴어를 전례 언어로 사용할 것으로 고수하고 있었으나 보스니아 가톨릭교도들은 교회 슬라브어를 유지했다.

## 같이 보기
- 보스니아 헤르체고비나의 중세사
- 보고밀파